# Голосеевская (станция метро)
«Голосе́евская» (укр. «Голосі́ївська»,  (слушать)о файле) — 48-я станция Киевского метрополитена. Расположена в Голосеевском районе, на Оболонско-Теремковской линии, между станциями «Демиевская» и «Васильковская». Открыта 15 декабря 2010 года.  Названа по местности Голосеево, в которой станция расположена. Пассажиропоток — 16,8 тыс. чел./сутки. С 13 декабря 2023 года по 12 сентября 2024 года в связи с разгерметизацией тоннеля на перегоне Лыбедская—Демиевская, станция принимала поезда курсирующие в режиме челнока по маршруту Демиевская—Теремки, с основной частью линии связь была прервана на время ремонта.

## История строительства
Сооружена в составе участка продления Куренёвско-Красноармейской линии метрополитена в направлении Теремков от станции «Лыбедская» до станции «Васильковская» в Голосеевском районе. Вначале планировалось строительство участка до станции «Выставочный центр», но позже, из-за финансовых проблем, он был сокращён до «Васильковской».
Окончательный проект станции был принят на заседании градостроительного совета Киевглавархитектуры 20 апреля 2005 года.
Окончание строительства станции планировалось на 2007 год, но позже этот срок был перенесён на 2010 год. Это случилось в связи с недостаточным финансированием и техногенной аварией при строительстве станции «Демиевская», в результате которой обрушилась несущая стена, возведённая методом «стена в грунте», и в котлован упал козловый кран.
Станция возведена методом «стена в грунте», тоннели построены закрытым способом с помощью проходческих щитов. 5 ноября был осуществлён пробный пуск станции.

## Строительство
К началу 2009 года была закончена проходка перегонных тоннелей от станции «Лыбедская» до станции «Васильковская», сама станция построена в конструкциях. В связи с прекращением финансирования строительные работы на участке в 2009 — первой половине 2010 годов практически не велись. 
5 ноября 2010 года был осуществлён пуск пробного поезда на участке «Лыбедская» — «Васильковская».

## Пуск
- Торжественное открытие станции состоялось 15 декабря 2010 года при участии премьер-министра Украины Николая Азарова[2].
- 6 января 2011 года открыт выход из подземного пешеходного перехода под Голосеевским проспектом в сторону Центральной районной поликлиники Голосеевского района; длина перехода — 94 метра, ширина — 6 метров[3].

## Конструкция
Станция мелкого заложения. Имеет подземный зал с островной посадочной платформой. Своды станции опираются на два ряда колонн. Особенность этой станции состоит в том, что из-за рельефа и неблагоприятных геологических условий она расположена ниже обычного. Чтобы визуально повысить свод, над каждой из её круглых колонн будут встроены специальные светильники. Зал станции соединён лестницей с подземным вестибюлем, который выходит в подземный переход на Голосеевскую площадь, улицы Васильковскую и Голосеевскую, Голосеевский проспект. В восточном торце платформы устроен противопожарный служебный выход на поверхность. Наземные вестибюли отсутствуют.

## Изображения

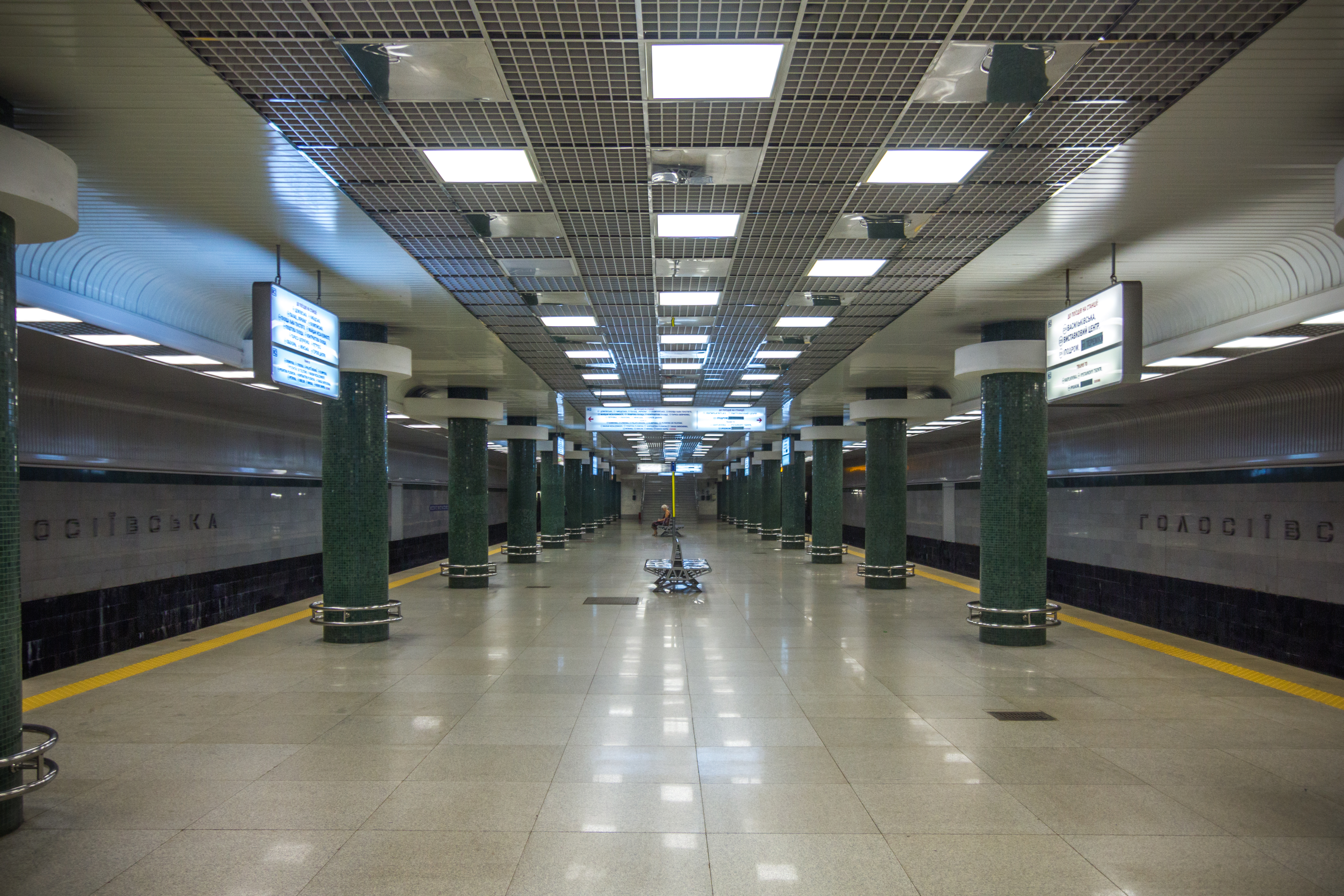
Зал станции
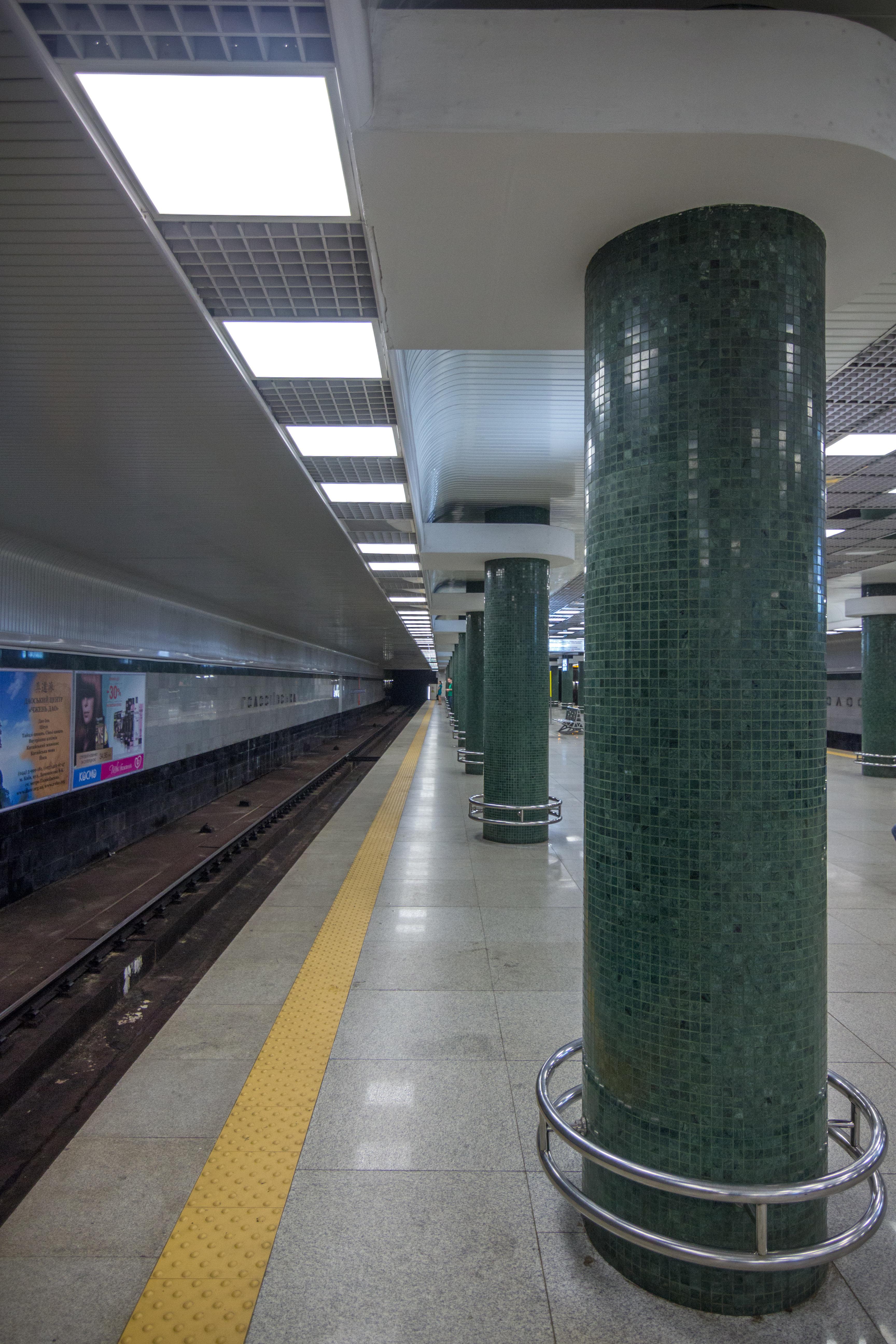
Посадочная платформа
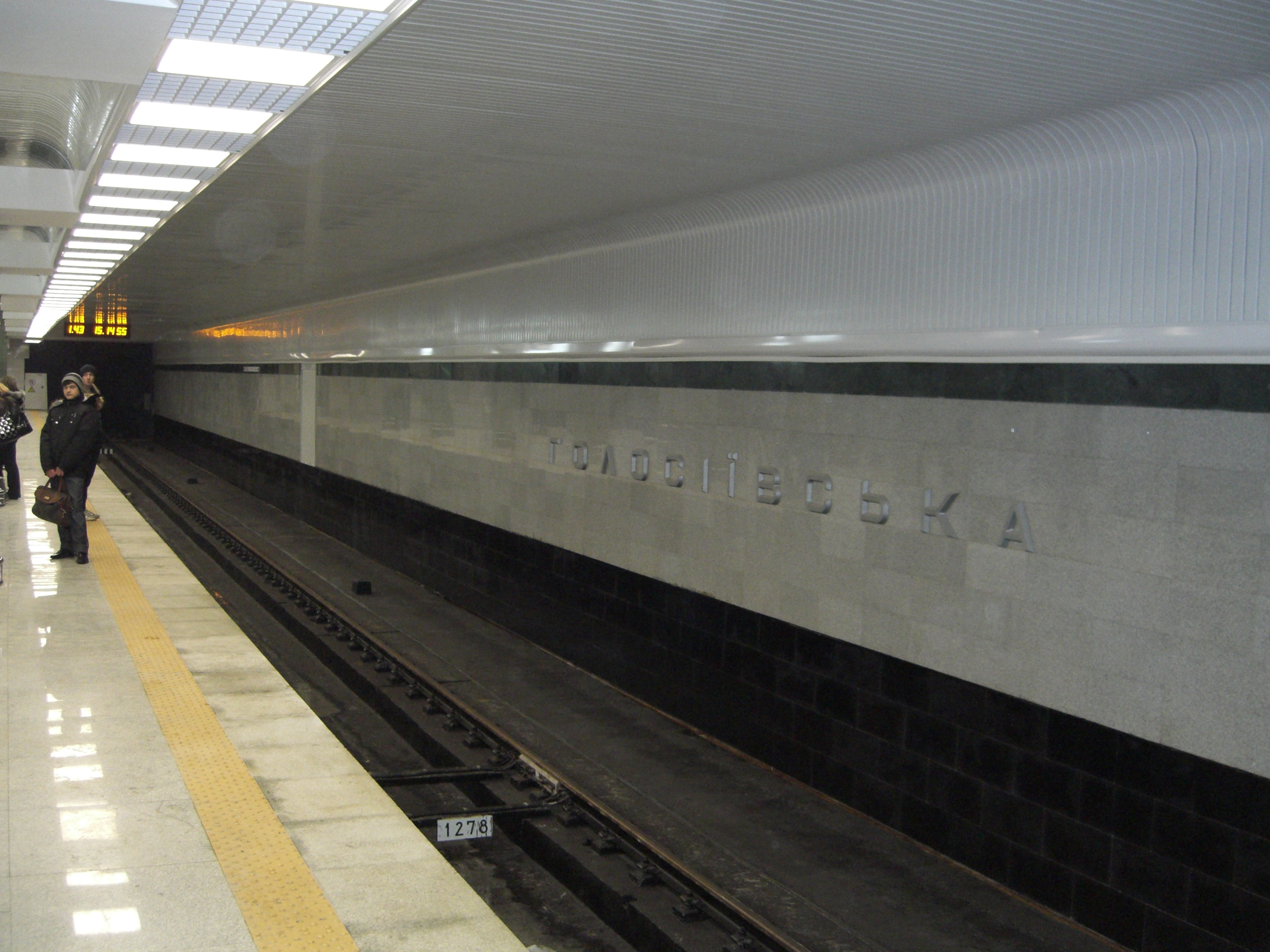
Путевая стена
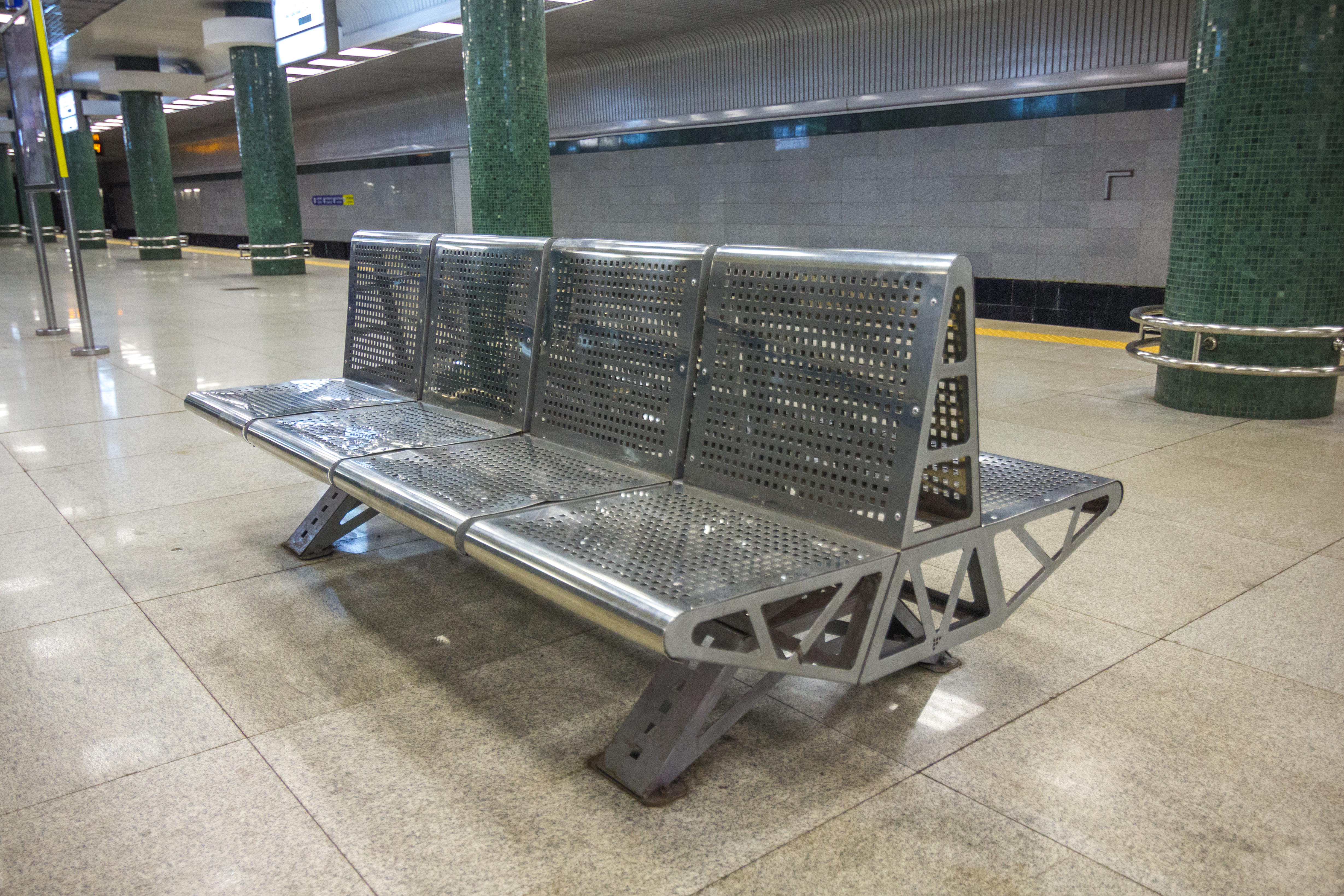
Скамейка
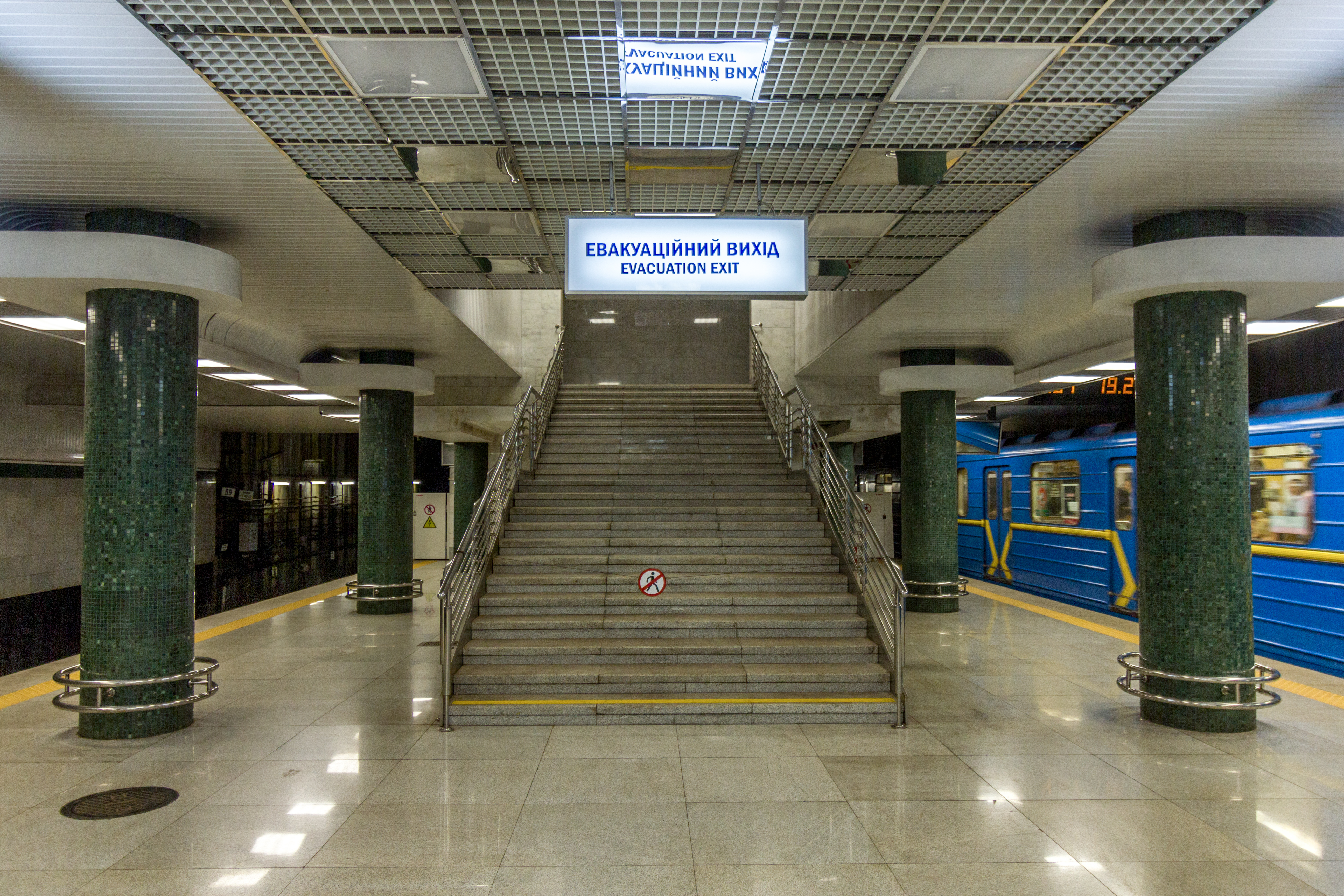
Эвакуационный выход
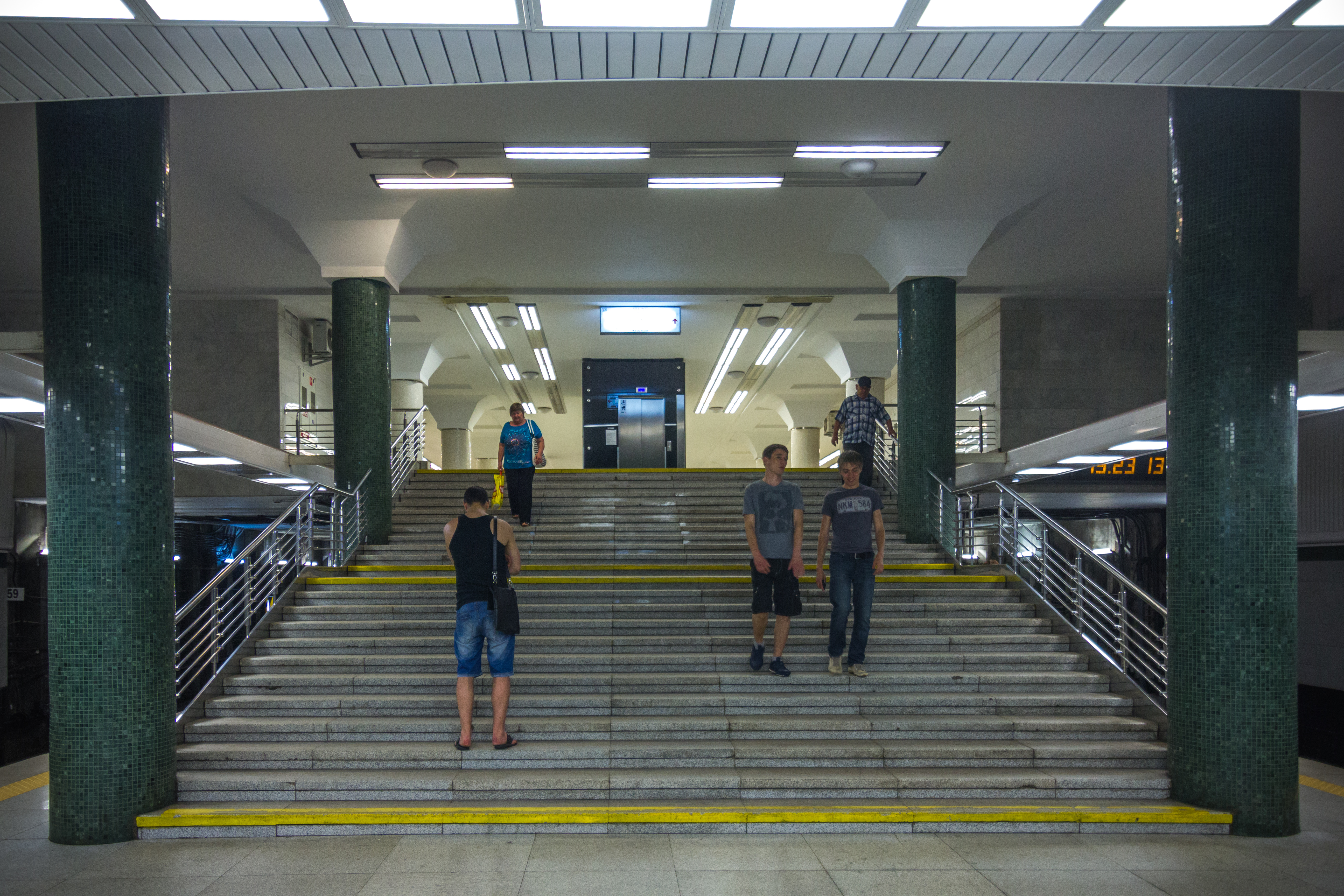
Выход в город
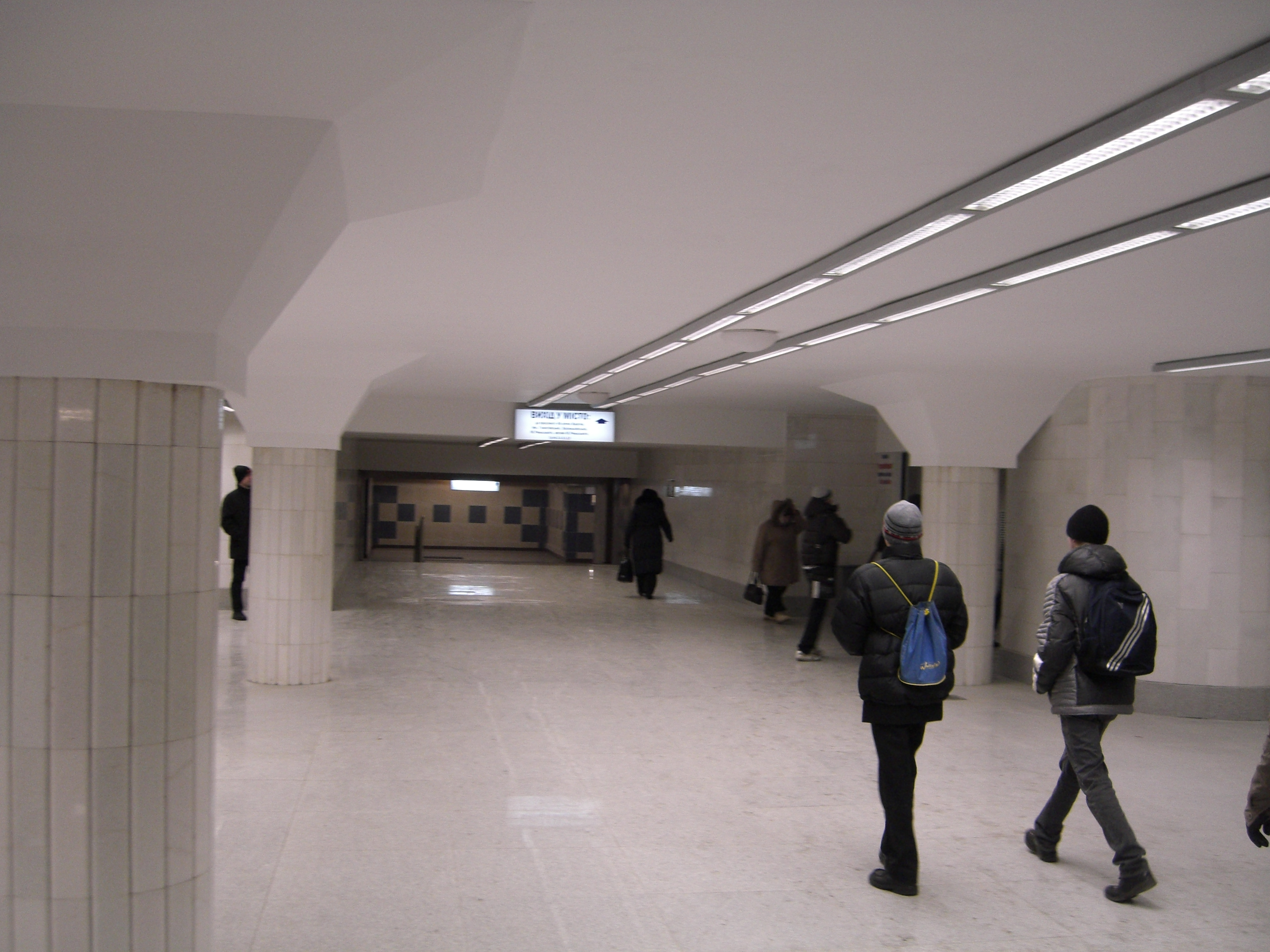
Подземный переход
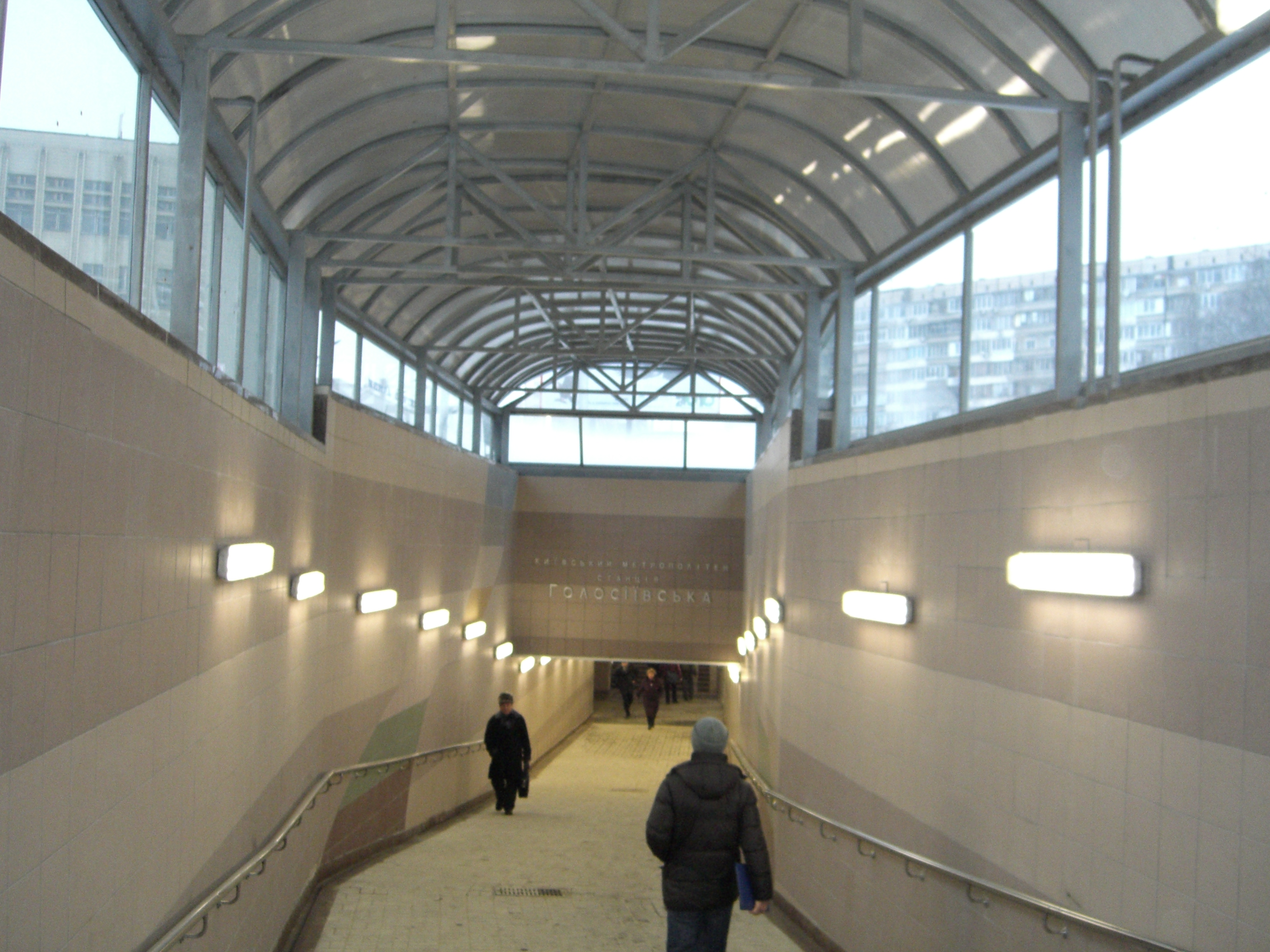
Один из выходов из подземного перехода
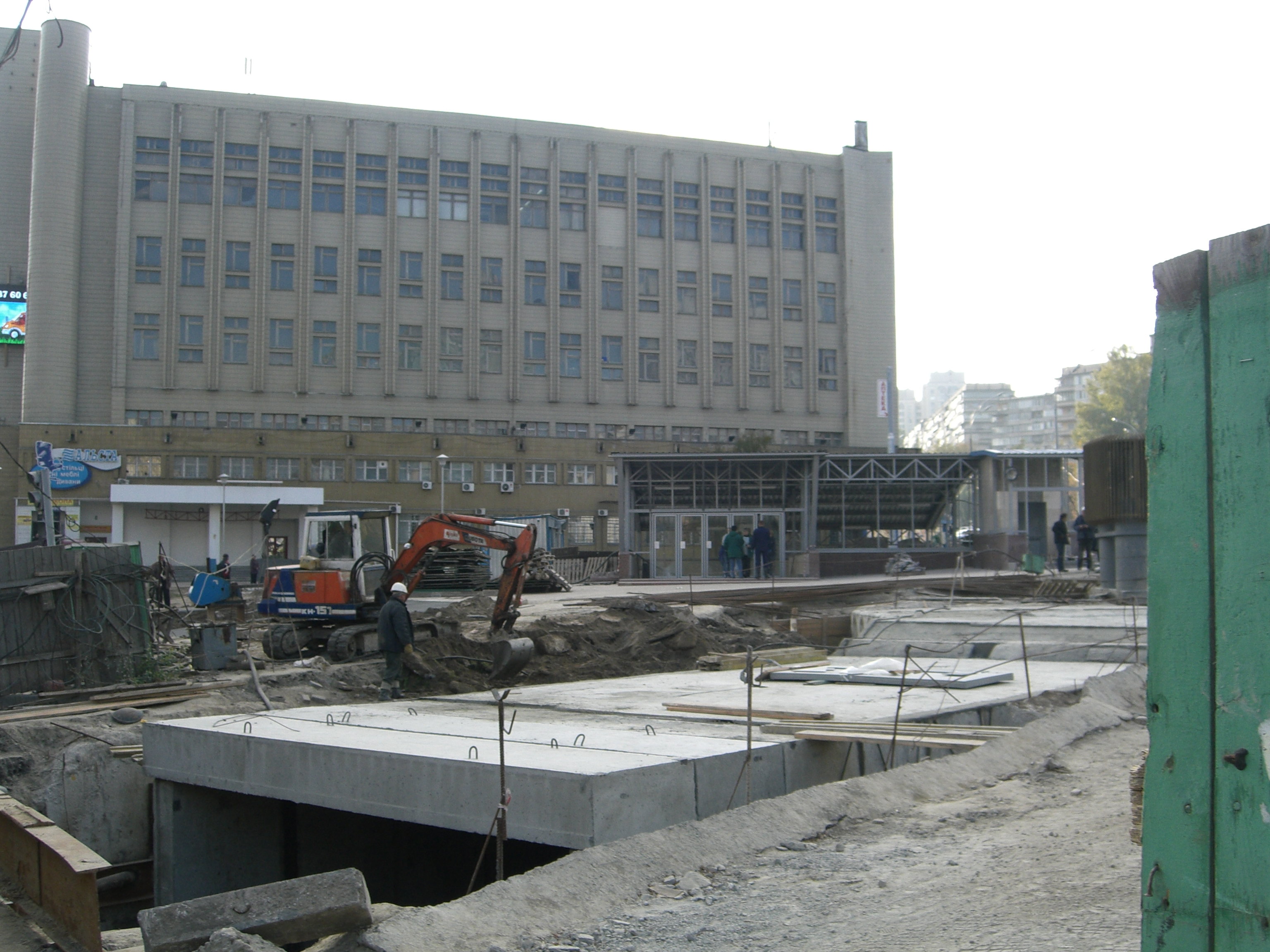
Сооружение подземного перехода к станции, октябрь 2010
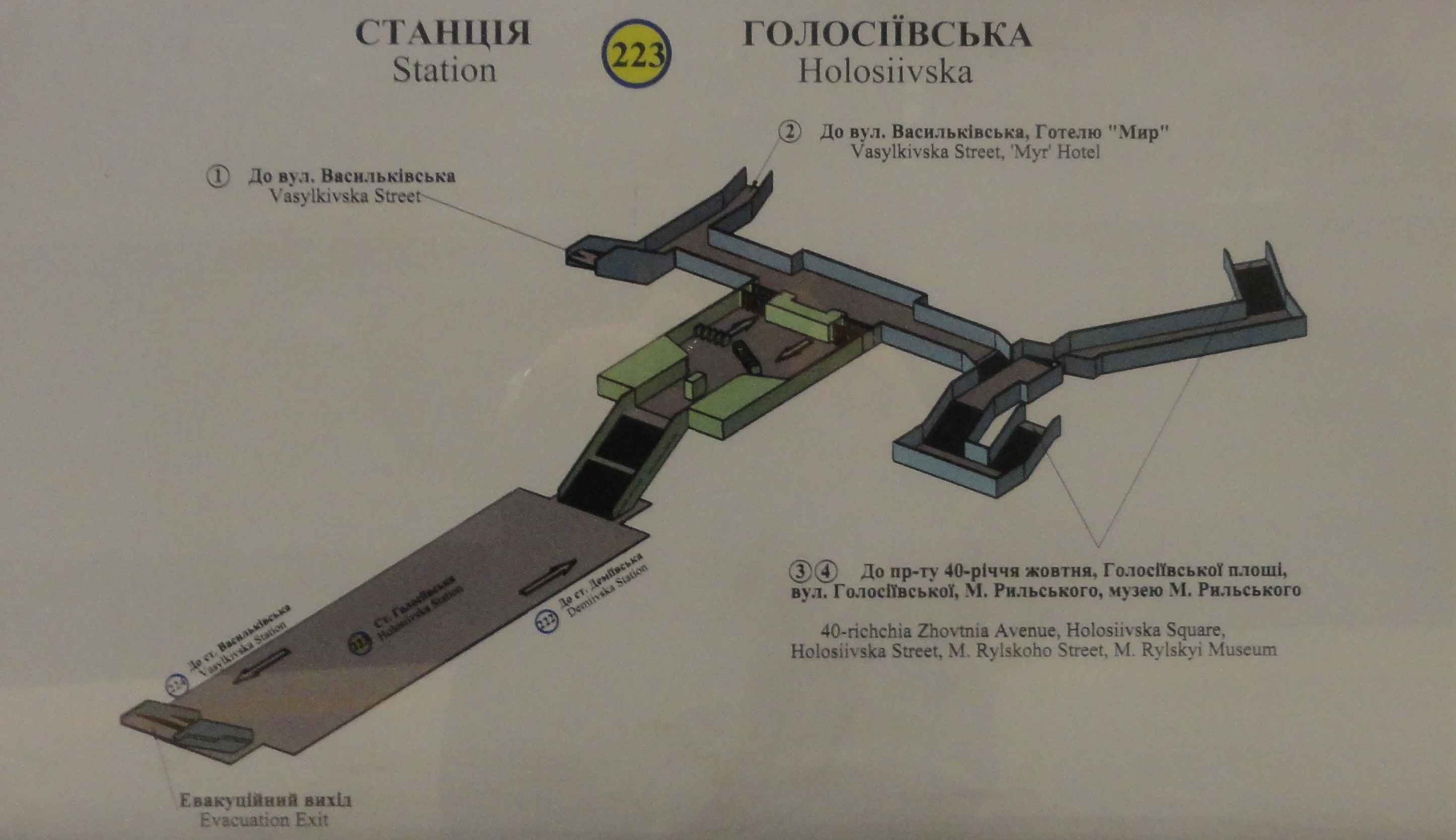
Схема станции

## Режим работы
Открытие — 05:52, закрытие — 22:35. В режиме бомбоубежища станция работает круглосуточно.
Отправление первого поезда в направлении:
ст. «Героев Днепра» — 6:00
ст. «Теремки» — 5:57
Отправление последнего поезда в направлении:
ст. «Героев Днепра» — 22:39
ст. «Теремки» — 22:55